# Đại học Alabama
Đại học Alabama (tiếng Anh: The University of Alabama, được gọi tắt là Alabama, UA, hoặc Bama) là một trường đại học nghiên cứu công lập ở Tuscaloosa, Alabama, Hoa Kỳ. Trường được thành lập vào năm 1820 và khai giảng khóa đầu tiên cho sinh viên vào năm 1831. Đại học Alabama là trường đại học lâu đời nhất và lớn nhất trong số các trường đại học công lập ở Alabama cũng như là viện đại học đầu tàu của Hệ thống Đại học Alabama.
Đại học Alabama sở hữu các chương trình đào tạo tại 13 phân khoa chuyên ngành và cấp bằng cử nhân, thạc sĩ, chuyên gia giáo dục và tiến sĩ. Trường cũng sở hữu cơ sở đào tạo luật công lập duy nhất trợ trong tiểu bang này. Đại học Alabama cũng là nơi duy nhất tại tiểu bang Alabama giảng dạy các chương trình tiến sĩ về nhân chủng học, khoa học thông tin và truyền thông, kỹ thuật luyện kim, âm nhạc, nhóm ngôn ngữ Roman và công tác xã hội.
Là một trong những trường đại học công lập đầu tiên được thành lập ở biên giới Tây Nam của Hoa Kỳ vào đầu thế kỷ 19, Đại học Alabama đã để lại dấu ấn văn hóa cho tiểu bang, khu vực và quốc gia trong hai thế kỷ qua. Đại học Alabama là trung tâm hoạt động trong Nội chiến Hoa Kỳ và Phong trào dân quyền.
Các đội thể thao sinh viên Đại học Alabama sử dụng tên gọi là Alabama Crimson Tide (Thủy triều đỏ Alabama) thi đấu lần đầu vào năm 1892. Đội bóng bầu dục Alabama được xếp hạng là một trong mười đội bóng bầu dục sinh viên vĩ đại nhất lịch sử Hoa Kỳ. Ngoài ra, trong số các cựu sinh viên và giảng viên của Đại học Alabama, có 57 Học giả Goldwater, 15 Học giả Rhodes, 16 Học giả Truman, 36 Học giả Hollings và 15 Học giả Boren.

## Lịch sử
Năm 1818, Quốc hội Hoa Kỳ phê duyệt cho Lãnh thổ Alabama lúc mới thành lập dành một vùng đất để xây dựng một học viện. Khi Alabama được kết nạp vào thành tiểu bang Alabama vào ngày 14 tháng 12 năm 1819, một vùng đất khác được dâng tặng, nâng tổng diện tích lên 46.000 mẫu Anh (186 km2). Quốc hội bang Alabama quyết định thành lập học viện vào ngày 18 tháng 12 năm 1820, đặt tên là "Đại học Tiểu bang Alabama" và thành lập một hội đồng quản trị để quản lý việc xây dựng và điều hành trường đại học. Địa điểm mà hội đồng đã chọn xây dựng viện đại học nằm ở ngoại ô thành phố Tuscaloosa (thủ phủ tiểu bang lúc bấy giờ). William Nichols, kiến trúc sư của tòa nhà Quốc hội Alabama ở Tuscaloosa, được chọn để thiết kế khuôn viên trường. Bị ảnh hưởng bởi bản thiết kế Đại học Virginia của Thomas Jefferson, Nichols thiết kế một tòa nhà mái vòm rộng 70 foot (21 m), cao 70 foot (21 m) dùng làm thư viện và là trung tâm của khuôn viên trường.
Nhiều cựu sinh viên Đại học Alabama trở thành sĩ quan phục trong Quân đội Liên minh miền Nam trong Nội chiến Hoa Kỳ. Cũng vì vậy, quân đội Liên bang miền Bắc đã tấn công và phóng hỏa khuôn viên trường vào ngày 4 tháng 4 năm 1865, năm ngày trước khi Robert Lee đầu hàng tại Appomattox Court House. Chỉ có bốn tòa nhà còn sót lại sau vụ cháy: President's Mansion (xây năm 1841), Gorgas House (xây năm 1829), Little Round House (xây năm 1860), và Old Observatory (xây năm 1844). Đại học Alabama mở cửa hoạt động trở lại vào năm 1871. Đến năm 1880, Quốc hội đã cấp cho đại học này 40.000 mẫu Anh (162 km2) đất để bồi thường thiệt hại trong chiến tranh. Đại học Alabama cho phép tuyển sinh nữ giới bắt đầu từ năm 1892.

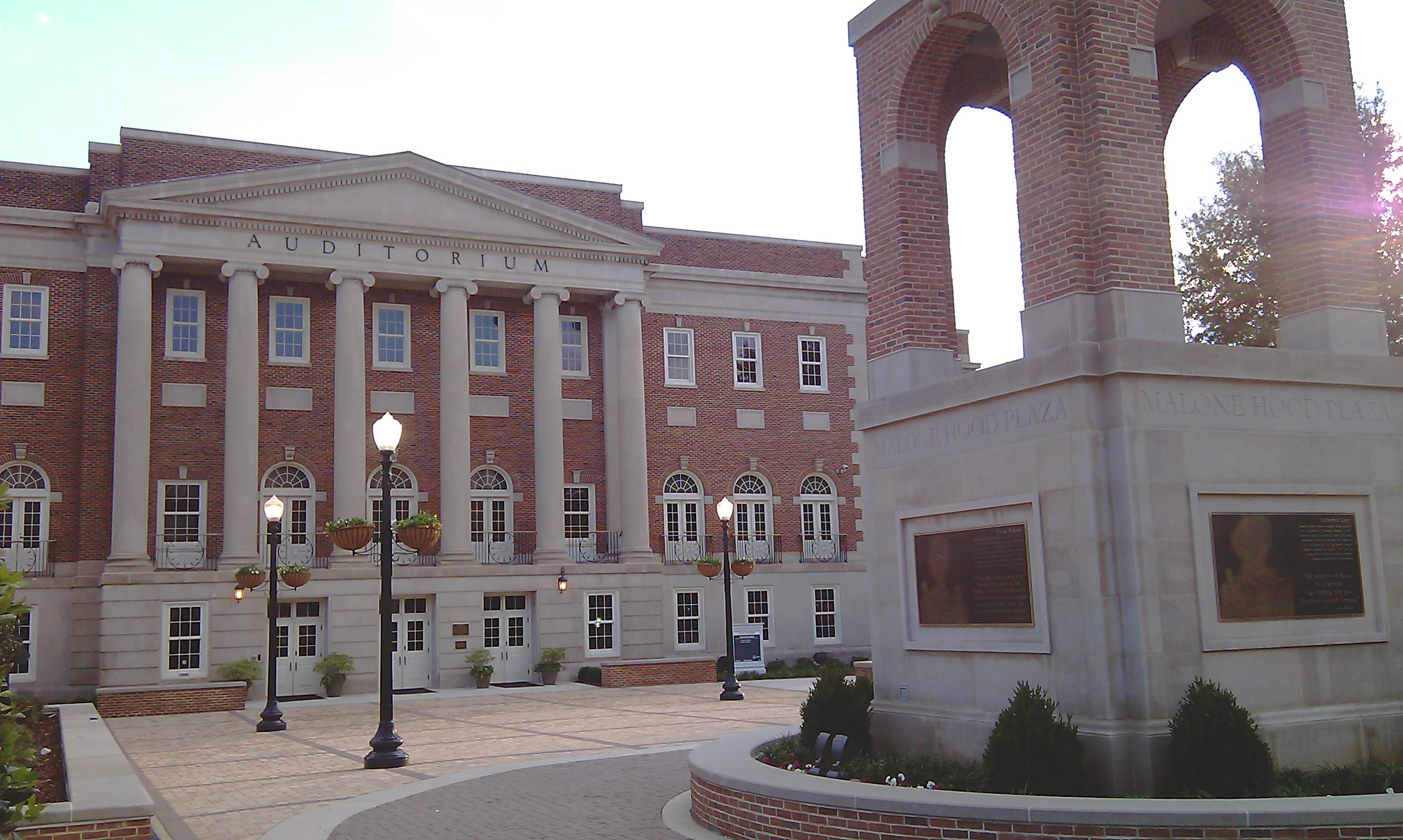
Hội trường Foster và Quảng trường Malone-Hood ngày nay với tháp đồng hồ Lucy ở phía trước

Đến trước những năm 1960, Đại học Alabama chỉ nhận học sinh da trắng. Cách đối xử phân biệt chủng tộc này khá phổ biến ở miền Nam Hoa Kỳ vào thời điểm đó với việc từ chối tất cả các sinh viên có màu da khác nhập học. Nỗ lực đầu tiên trong việc xóa bỏ phân biệt đối xử này là vào năm 1956, nữ sinh da màu Autherine Lucy được cho phép nhập học với tư cách là nghiên cứu sinh ngành khoa học thư viện sau khi cô nhận được quyết định của tòa án về việc phủ quyết hành động từ chối sinh viên vì màu da của trường. Tuy nhiên, đối mặt với những cuộc biểu tình chống đối sự hiện diện của mình, Lucy bị buộc thôi học 3 ngày sau đó vì lý do "không thể cung cấp một môi trường học tập an toàn cho cô". Đến năm 1963, hai sinh viên da màu khác là Vivian Malone và James Hood đăng ký các lớp học bắt đầu từ ngày 11 tháng 6. Để đáp trả, thống đốc tiểu bang Alabama George Wallace đưa ra phát biểu nổi tiếng ngay trước hội trường Foster nhằm ngăn chặn hai sinh viên này được tham gia các lớp đã đăng ký tại đây. Chỉ đến khi có sự can thiệp của Phó bộ trưởng Bộ Tư pháp Nicholas Katzenbach và cảnh sát tư pháp dưới yêu cầu của Robert Kenedy thì Wallace mới chịu bước xuống. Về sau, tổng thống John F. Kenedy ký sắc lệnh 11111 (Executive Order 11111) yêu cầu xóa bỏ sự phân biệt đối xử trên cả tiểu bang Alabama. Vivian Malone tiếp tục theo học tại đây và trở thành người Mỹ gốc Phi đầu tiên tốt nghiệp đại học, trong khi James Hood nghỉ học chỉ sau hai tháng. Tuy nhiên, anh quay trở lại học và nhận bằng tiến sĩ triết học vào năm 1997. Autherine Lucy cũng quay lại theo học và tốt nghiệp với bằng thạc sĩ vào năm 1992. Về sau, Wallace đã xin lỗi vì hành vi phản đối hội nhập chủng tộc vào thời điểm đó. Năm 2010, trường Đại học Alabama đã vinh danh Lucy, Hood và Malone bằng cách đổi tên quảng trường phía trước Hội trường Foster thành Malone-Hood Plaza và xây dựng tháp đồng hồ Autherine Lucy tại đây.

## Khuôn viên
Từ một khuôn viên nhỏ với chỉ bảy tòa nhà ở ngoại ô thành phố vào những năm 1830, Đại học Alabama giờ đây đã mở rộng và phát triển thành một khuôn viên rộng 1.970 mẫu Anh (800 ha) ở giữa lòng thành phố Tuscaloosa. Đại học này sở hữu 297 tòa nhà với tổng diện tích sử dụng khoảng 10.600.000 foot vuông (980.000 m2). Năm 2010, trường đã mua lại mảnh đất rộng 168 mẫu Anh (68 ha) từ Bệnh viện Bryce. Trong tương lai, Đại học Alabama lên kế hoạch mở rộng và mua thêm đất để đáp ứng số lượng sinh viên tăng trưởng liên tục.
Ngoài ra, Đại học Alabama cũng sở hữu vườn thực vật Đại học Alabama ở phía đông Tuscaloosa và trung tâm nghiên cứu biển tại đảo Dauphin Island, nằm ngoài vịnh biển Alabama.